# Torrelavit
Torrelavit o Torrelavid es un municipio español de la provincia de Barcelona, en la comunidad autónoma de Cataluña. El término municipal, ubicado en la comarca del Alto Panadés, tiene una población de 1509 habitantes (INE 2024).

## Geografía

Localización de Torrelavit dentro del Alto Panadés

El término municipal de Torrelavit está situado al norte de la capital de la comarca del Alto Panadés, Villafranca del Panadés, en el límite con la comarca de Noya.
Limita al norte con los términos de Piera y de Cabrera de Igualada, al sur con Pla del Panadés y Fontrubí, al este con San Sadurní de Noya y Subirats y al oeste con San Quintín de Mediona y San Pedro de Riudevitlles.

## Historia
Torrelavit es la unión en 1920 de los antiguos municipios de Terrasola y de Lavid. El ayuntamiento del municipio se encuentra en la localidad de Lavid.

## Símbolos
El blasón de Torrelavit se define por el siguiente blasón:
«Escudo embaldosado partido: 1º de sinople, un castillo de oro cerrado de gules; 2º de oro, un racimo de púrpura foliado de sinople; la campaña general de oro y cuatro palos de gules. Al timbre, una corona mural de pueblo.»
El escudo presenta tradicionalmente los emblemas de los dos pueblos que forman el municipio: el castillo de Terrassola (del siglo XI) y el racimo de uva de Lavit. Al pie hay los cuatro palos de Cataluña, ya que el castillo de Lavit (siglo X) pertenecía a la Corona.
Fue aprobado el 5 de febrero del 2002.

## Demografía
Torrelavit cuenta con una población de 1509 habitantes (INE 2024).
| Gráfica de evolución demográfica de Torrelavit entre 1920 y 2021 |
| |
| Población de derecho según los censos de población del INE. Población de hecho según los censos de población del INE.En estos censos se denominaba Torre-Lavit: 1930 y 1940. En estos censos se denominaba Torrelavid: 1950, 1960, 1970 y 1981. Entre el censo de 1920 y el anterior, aparece este municipio porque se fusionan los municipios Lavid y Terrasola. |

- Gráfico demográfico de Torrelavit 1717 y 2006

1717-1981: población de hecho; 1990- : población de derecho
NOTA: Los datos referentes a los años anteriores a 1920, son la suma de los antiguos municipios de Lavid y Terrasola.
| 1233                       | 1388 | 1228 | 1190 | 1232 |
| (Fuente: [cita requerida]) |      |      |      |      |

### Núcleos de población
Torrelavit está formado por diez núcleos o entidades de población. 
Lista de población por entidades:
| Entidad de la población   | Habitantes (2019) |
| ------------------------- | ----------------- |
| Can Nadal de la Bogadella | 32                |
| Can Raspall dels Horts    | 5                 |
| Carrer de Cal Rosell, El  | 99                |
| Carrer del Bessó, El      | 7                 |
| Carrer del Bosc, El       | 173               |
| Lavid                     | 169               |
| Pineda, La                | 690               |
| Riera, La                 | 9                 |
| Sant Martí de Sadevesa    | 11                |
| Terrasola                 | 224               |

## Administración y política
| Periodo   | Nombre                             | Partido |
| --------- | ---------------------------------- | ------- |
| 1979-1983 | Pere Ribé Durban                   | CiU     |
| 1983-1987 | Pere Ribé Durban                   | CiU     |
| 1987-1991 | Pere Ribé Durban                   | CiU     |
| 1991-1995 | Pere Ribé Durban                   | CiU     |
| 1995-1999 | Pere Marimón Montserrat            | CiU     |
| 1999-2003 | Pere Ribé Vila                     | CiU     |
| 2003-2007 | Pere Ribé Vila / Ramon Riera Bruch | CiU     |
| 2007-2011 | Ramon Riera Bruch                  | CiU     |
| 2011-2015 | Ramon Riera Bruch                  | CiU     |
| 2015-2019 | Ramon Riera Bruch                  | CiU     |
| 2019-2023 | Manuel Raventós i Cuyàs            | ERC     |
| 2023-act. | Manuel Raventós i Cuyàs            | ERC     |